# Episodi di Amen (terza stagione)
La terza stagione della serie televisiva Amen è stata trasmessa in anteprima negli Stati Uniti d'America dalla NBC tra l'8 ottobre 1988 e il 22 aprile 1989.
| nº | Titolo originale                    | Titolo italiano | Prima TV USA     | Prima TV Italia |
| -- | ----------------------------------- | --------------- | ---------------- | --------------- |
| 1  | Fear of Flying                      |                 | 8 ottobre 1988   |                 |
| 2  | Will You Still Love Me Tomorrow?    |                 | 22 ottobre 1988  |                 |
| 3  | Look at Me, I'm Running             |                 | 29 ottobre 1988  |                 |
| 4  | Court of Love                       |                 | 5 novembre 1988  |                 |
| 5  | Get 'Em Up, Scout                   |                 | 12 novembre 1988 |                 |
| 6  | The Minister's Wife                 |                 | 19 novembre 1988 |                 |
| 7  | The Housekeeper                     |                 | 26 novembre 1988 |                 |
| 8  | Thelma's Handyman                   |                 | 3 dicembre 1988  |                 |
| 9  | The Deacon's Donkey                 |                 | 10 dicembre 1988 |                 |
| 10 | Matchmaker, Matchmaker              |                 | 7 gennaio 1989   |                 |
| 11 | I Remember Mama                     |                 | 14 gennaio 1989  |                 |
| 12 | The Reverend Ernest Frye            |                 | 28 gennaio 1989  |                 |
| 13 | The Green Card                      |                 | 4 febbraio 1989  |                 |
| 14 | The Psychic (Part 1)                |                 | 11 febbraio 1989 |                 |
| 15 | The Psychic (Part 2)                |                 | 18 febbraio 1989 |                 |
| 16 | The Boxer                           |                 | 25 febbraio 1989 |                 |
| 17 | Nothing But the Truth               |                 | 4 marzo 1989     |                 |
| 18 | Career Girl                         |                 | 18 marzo 1989    |                 |
| 19 | First Community Talent Show         |                 | 1º aprile 1989   |                 |
| 20 | The Last Supper                     |                 | 8 aprile 1989    |                 |
| 21 | Sing, Sister, Sing                  |                 | 15 aprile 1989   |                 |
| 22 | A Mind Is a Terrible Thing to Waste |                 | 22 aprile 1989   |                 |